# Île de Spargiotto
L'Île de Spargiotto (en italien Isola di Spargiotto) est une île italienne rattachée administrativement à La Maddalena, commune de la province de Sassari, en Sardaigne.

## Description
L'île, inhabitée, est un écueil granitique d'une superficie de 0,098 km2 situé à proximité de l'îlot de Spargiottello et à environ 600 m au nord-ouest de l'île de Spargi.
Spargiotto est un site de nidification pour plusieurs espèces d'oiseaux protégées, dont le cormoran huppé (cormorano dal ciuffo), le goéland d'Audouin (gabbiano corso) et l'océanite tempête (uccello delle tempeste), ; son accès est de ce fait interdit aux bateaux et aux visiteurs.
C'est également un lieu prisé par les plongeurs.
L'île de Spargiotto fait partie du parc national de l'archipel de La Maddalena.